# Emilio De Marchi (acteur)
Cet article concerne l'acteur italien. Pour le ténor italien, voir Emilio De Marchi (ténor).
Emilio De Marchi, né le 12 avril 1959 à Candiana, est un acteur italien. Il est apparu dans plus d'une centaine de films en Italie et en Allemagne depuis 1985.

## Filmographie partielle
- 2004 : La Passion du Christ de Mel Gibson
- 2006 : L'Ami de la famille de Paolo Sorrentino
- 2018 : Le Garçon invisible : Deuxième génération (Il ragazzo invisibile - Seconda generazione) de Gabriele Salvatores